# Funzione main

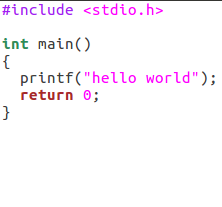
Un programma "Hello world" in linguaggio C, che contiene la funzione main

In alcuni linguaggi di programmazione, la funzione main è il punto di inizio per l'esecuzione di un programma.
Essa è generalmente la prima funzione eseguita durante l'avvio di un programma, anche se alcune routine specifiche del sistema potrebbero comunque essere eseguite prima di quest'ultima. Inoltre, alcuni linguaggi possono eseguire altre funzioni prima del main (ad esempio il C++, mediante oggetti globali che hanno costruttori).
La funzione main organizza le funzionalità del resto del programma ad alto livello. Tipicamente il main ha accesso agli argomenti forniti al programma da interfaccia a riga di comando.